# Козельський район
Козельський район — муніципальне утворення в Калузькій області Росії. Адміністративний центр — місто Козельськ.

## Географія
Район розташований на південному сході Калузької області, межує з Перемишльським, Бабинінським, Мещовським, Сухініцьким, Ульяновським районами Калузької області і Суворовським і Бєльовським районами Тульської області. Площа 1523 км² (3-е місце серед районів після Ульяновського і Малоярославецького).
Основні річки — Жиздра, Клютома, Серена, Дрисенка, Лукосна, Другуска, Грязна.

## Історія
Район був утворений в 1929 році у складі Сухініцького округу Західної області. Його територія входила до складу ліквідованого Козельського повіту Калузької губернії.
27 вересня 1937 року Західна область була скасована, район увійшов до складу Смоленської області.
5 липня 1944 року Козельський район увійшов до складу новоствореної Калузької області.